# Ракетные крейсера типа «Вирджиния»
«Вирджиния» (англ. Virginia class cruisers) — серия атомных ракетных крейсеров ВМС США, последние представители этого класса кораблей в ВМС США. Являлись развитием крейсеров типа «Калифорния».
Все корабли этого типа были выведены из состава флота в 1994-1998 годах в связи с высокой стоимостью и трудоёмкостью обслуживания атомных силовых установок.

## История создания
Появление первых атомных крейсеров в США начале 1960-х годов было вызвано необходимостью обеспечить адекватный эскорт только что вступившему в строй атомному авианосцу «Энтерпрайз» и другим планировавшимся к постройке атомным авианосцам. Благодаря атомной силовой установке эти корабли обладали практически неограниченным запасом хода, в остальном же это были традиционные корабли авианосного эскорта, призванные обеспечить противолодочную и противовоздушную оборону соединений кораблей, а также при необходимости поддержку десантных операций. В дальнейшем функции и состав вооружения этих кораблей несколько расширились, однако не выходили за рамки традиционных для неядерных ракетных крейсеров и эсминцев.
Крейсера типа «Вирджиния» стали завершающим этапом в развитии этого класса американских кораблей. Сконструированные на основе своих предшественников, крейсеров типа «Калифорния», это были в определённом смысле экспериментальные корабли, на которых отрабатывались элементы концепций и технологий двух этапных для американского флота 1960-х годов программ. Первая программа под названием DX/DXG предусматривала выработку концепций новых кораблей ВМФ США на основе опыта, полученного в 1950-х и начале 1960-х годов при постройке ракетных фрегатов. Вторая программа, получившая название ASMS (Advanced Surface Missile System) ставила своей целью разработку новой автоматизированной боевой системы для ракетных кораблей и ныне широко известна под названием «Иджис».

## Особенности конструкции
Основными отличиями крейсеров типа «Вирджиния» от прототипа стали новые пусковые установки Mk26 и зенитные ракеты «Стандарт» SM-1, разработанные в рамках программы ASMS, а также размещение в подпалубном ангаре вертолёта системы LAMPS.

### Корпус
Корабль имеет стальной небронированный гладкопалубный корпус, разделённый по длине на водонепроницаемые отсеки, с высоким надводным бортом в носовой и средней частях. Надстройка из алюминиевых сплавов, сильно развитая по длине и ширине.
Приняты специальные меры для обеспечения действий в различных климатических зонах (системы кондиционирования воздуха) и борьбы за живучесть в условиях применения противником средств массового поражения (отсутствие иллюминаторов, автоматические заглушки воздуховодов, дистанционное закрытие люков и дверей, системы водяной завесы, сквозные проходы в надстройке).
В целом крейсера типа «Вирджиния» получились на 6 м короче и на 1 м шире своего предшественника, водоизмещение увеличилось на 200 т. Осадка осталась практически прежней, но увеличился дифферент на корму, вследствие чего якорное устройство пришлось расположить спереди и одновременно увеличить развал бортов в носовой части, чтобы якорь не задевал гидроакустическую станцию AN/SQS-53A, расположенную в буле.

### Пусковая установка Mk26
Применение новой пусковой установки Mk26 и ракет «Стандарт» SM-1 обеспечивала крейсерам типа «Вирджиния» малое время реакции, высокую вероятность поражения цели и эффективную стрельбу в условиях электронного противодействия.
Пусковая установка представляла собой двухбалочную конструкцию, рассчитанную на запуск зенитных ракет нового поколения «Стандарт» SM1-MR и широко распространенных в США и других странах противолодочных ракетоторпед ASROC. В дальнейшем унификация была распространена на зенитные ракеты SM2-MR. Однобалочная ПУ Mk13 крейсеров типа «Калифорния» такой унификацией не обладала, ракеты АСРОК запускались из отдельной ПУ контейнерного типа.
Другим преимуществом пусковой установки Mk26 по сравнению с установкой является модульная конструкция (включающая магазин на 34 ракеты), которая позволяет целиком монтировать/демонтировать установку при помощи подъёмного крана. Смонтированная таким образом установка полностью работоспособна после подключения электрических соединителей.
В целях повышения надёжности в состав ПУ Mk26 включалась аппаратура диагностики и обнаружения неисправностей, а также устройство сброса за борт неисправной ракеты.
Первоначально планировалось использовать пусковые установки Mk26 в составе системы ASMS, но в связи с задержками в выполнении проекта, установки управлялись двумя системами управления «Тартар D».
Унификация пусковой установки Mk26 по различным типам боеприпасов позволила исключить отдельную пусковую установку для противолодочных ракет ASROC и тем самым сократить длину корабля более чем на 3 м.

### Вертолёт системы LAMPS
Вертолёт SH-2 «Сиспрайт» системы LAMPS располагался на корме в подпалубном ангаре, устроенном аналогично крейсерам типа CA-68 «Балтимор». «Посадочная площадка одновременно выполняла функцию платформы подъёмника. Находящийся в ангаре вертолёт закрывался сверху раздвижными заслонками. Со временем эта конструкция была признана неудачной, так как створки пропускали попавшую на палубу морскую воду. В 1980-х гг. ангары были демонтированы, и их место заняли контейнерные пусковые установки для ракет Томагавк». Планировалось также разместить на их месте установки вертикального пуска ракет, но эти планы не были реализованы.

## Классификация
До 30 июня 1975 года в американском флоте действовала классификация времён артиллерийских кораблей, где главными классифицирующими признаками были водоизмещение и калибр орудий. Выпущенные с 1960-х годов ракетные корабли специальной постройки плохо вписывались в эту классификацию. Например, атомные корабли типа «Вирджиния» с их водоизмещением, превышающим 10 000 т, попадали в категорию тяжёлых крейсеров, однако по калибру артиллерийских установок (2 х 127 мм) лишь с большой натяжкой могли считаться эсминцами. По этой причине большинство ракетных кораблей были зачислены в давно не используемый класс лидеров, куда во время Второй мировой войны причисляли крупные эсминцы, одновременно выполнявшие функции базы эсминцев. Для ракетных кораблей создали специальные подклассы «ракетный лидер» (Guided Missile Destroyer Leader, DLG) и «атомный ракетный лидер» (Nuclear-Powered Guided Missile Destroyer Leader, DLGN). 

Со временем к этим названиям появился сначала обиходный, а затем официальный термин «фрегат». Таким образом, первые три корабля типа «Вирджиния» были заложены как атомные ракетные лидеры или атомные ракетные фрегаты, DLGN 38-40. В 1975 году, по вступлении в силу новой классификации, все фрегаты (за исключением фрегатов типа «Кунц») стали ракетными и атомными ракетными крейсерами. Фрегаты типа «Вирджиния» были переклассифицированы в CGN 38-40, а четвёртый корабль серии, заложенный в 1977 году изначально классифицировался как CGN-41.

## Состав серии
| №  | Название             | Верфь        | Заказан    | Заложен    | Спущен     | В строю    | Списан     | Утилизация         |
| -- | -------------------- | ------------ | ---------- | ---------- | ---------- | ---------- | ---------- | ------------------ |
| 1. | CGN-38 «Вирджиния»   | Newport News | 21.12.1971 | 19.08.1972 | 14.12.1974 | 11.09.1976 | 10.11.1994 | 10.1999-25.09.2002 |
| 2. | CGN-39 «Техас»       | Newport News | 21.12.1971 | 18.08.1973 | 09.08.1975 | 10.09.1977 | 16.07.1993 | 10.1999-30.10.2001 |
| 3. | CGN-40 «Миссиссиппи» | Newport News | 21.01.1972 | 22.02.1975 | 31.07.1976 | 05.08.1978 | 28.07.1997 | 10.2004- 10.2006   |
| 4. | CGN-41 «Арканзас»    | Newport News | 31.01.1975 | 17.01.1977 | 21.10.1978 | 18.10.1980 | 07.07.1998 | 10.1997-01.11.1999 |
| 5. | CGN-42               | Newport News |            |            |            |            |            | Не закладывался    |

Крупнейшие субподрядчики:
- Атомная силовая установка — General Electric Co., Nuclear Div., Сан-Хосе, Калифорния; и Национальные лаборатории Министерства энергетики США;
- Корабельный зенитно-ракетный комплекс RIM-24 Tartar — Raytheon Co., Уэйленд, Массачусетс;
- Универсальная пусковая установка Mk 26 — FMC Corp., Northern Ordnance, Inc., Миннеаполис, Миннесота;
- Радиолокационная станция AN/SPS-48 — ITT Gilfillan, Inc., Ван-Найс, Калифорния;
- Гидролокатор AN/SQS-26CX — General Electric Co., Heavy Military Electronic Equipment Dept., Electronics Park, Сиракьюс, Нью-Йорк;
- Система управления артиллерийским вооружением корабля Mk 86 GFCS — Lockheed Missiles & Space Co., Саннивейл, Калифорния.

## Модернизации
В конце 1970-х и в 1980-х гг. ракетные корабли ВМФ США подвергались ряду модернизаций, связанных с новыми задачами флота и развитием у потенциального противника новых видов морских вооружений.
К началу 1980-х гг. главной угрозой боевым кораблям стали малогабаритные скоростные низколетящие противокорабельные ракеты. Широкое признание этого факта произошло после англо-аргентинской войны 1982 г., хотя Советский Союз активно развивал противокорабельное ракетное оружие с 1950-х гг., а первое боевое применение относится к 1967 г., когда 20 октября советской ракетой П-15 был потоплен израильский эсминец «Эйлат».
Для противодействия противокорабельным ракетам был предпринят ряд мер, в первую очередь усилены средства ПВО самообороны. В результате большинство кораблей были вооружены 20-мм артиллерийской системой «Фаланкс» со встроенной автономной РЛС и скорострельной револьверной пушкой. Модернизации подверглись постановщики помех — пусковые установки пассивных отражателей SRBOC и система радиоэлектронной борьбы SLQ-32.
В это же время наблюдается стремление руководства ВМФ США придать специализированным эскортным кораблям определённую универсальность и увеличить их боевую устойчивость. Для этого предполагалось снабдить корабли средствами для борьбы с надводными кораблями противниками, а также (согласно концепции «ударного корабля») обеспечить им возможность наносить ракетные удары по береговым целям. Первую задачу пытались решить путём массового внедрения дешёвых дозвуковых противокорабельных ракет «Гарпун», а вторую — путём оснащения кораблей крылатыми ракетами морского базирования «Томагавк». На крейсерах типа «Вирджиния» две четырёхконтейнерные ПУ для ракет «Гарпун» были установлены в конце 1970-х годов.
Дальнейшее усиление средств ПВО связано с внедрением программы «Новая угроза» (New Threat Upgrade, NTU), которая позволяла кораблям, не оборудованным системой «Иджис», запускать зенитные ракеты SM-2 с дальностью стрельбы 100 миль. Вместе с новой ракетой корабли получали более совершенное оборудование для обнаружения целей и наведения ракет. Программируемый по радиоканалу автопилот, установленный на ракетах SM-2, позволял минимизировать участие корабля в управлении ракетой на участке подлёта, а радары подсветки цели (как и в системе «Иджис») вступали в действие всего за несколько секунд до встречи ракеты с целью, что значительно увеличивало число одновременно наводимых ракет.
Перевооружение крейсеров типа «Вирджинии» по программе NTU началось в 1984 г. В кормовой части кораблей на месте демонтированного вертолётного ангара были размещены две бронированные пусковые установки контейнерного типа на 4 ракеты «Томагавк» каждая. Также были установлены 2 артиллерийских комплекса самообороны «Фаланкс» и новые обзорные локаторы AN/SPS-49, проведена адаптация пусковых установок и электроники для стрельбы зенитными ракетами SM2-MR.

## Судьба проекта
Вопрос о дальнейшей судьбе атомных крейсеров США остро встал в начале 1990-х годов, когда крейсера типа «Вирджиния» приближались к середине своего срока службы и подлежали комплексной реконструкции с перезагрузкой активной зоны ядерных реакторов. План модернизации, которая должна была начаться в 1994 финансовом году включал установку радаров SPY-1B системы «Иджис», а также замену пусковой установки Mk26 на УВП Mk41 ёмкостью 64 ячейки, хорошо зарекомендовавшую себя на крейсерах типа «Тикондерога».
Однако расчётная стоимость работ превысила половину стоимости нового крейсера, в результате чего возникла дискуссия о целесообразности дальнейшего использования атомных крейсеров в ВМФ США.
Отмечалось, что годовые эксплуатационные расходы атомных крейсеров значительно превышают расходы на крейсера типа «Тикондерога» и эсминцы типа «Арли Бёрк» (40, 28 и 20 млн долл. соответственно), однако по боевым возможностям, даже после модернизации, крейсера типа «Вирджиния» будут уступать новым кораблям.
В результате в 1993—1998 гг. все четыре корабля серии были выведены из состава флота, а затем утилизированы на верфи «Пьюджет Саунд» (Puget Sound) в Бремертоне (шт. Вашингтон).